# Tití colombià de mans negres
El tití colombià de mans negres (Cheracebus medemi) és una espècie de primat de la família dels pitècids.

## Característiques
De pèl suau i esponjós, gairebé totalment de color negre incloses les mans, a diferència d'altres espècies estretament relacionades. Al llarg del coll s'estén fins a les orelles, una banda blanca o bé grogosa. El cap és petit i rodó.

## Distribució i hàbitat
Habita al bosc humit al sud de Colòmbia als departaments del Caquetá i Putumayo.

## Comportament
El seu estil de vida no s'ha estudiat gaire. Viuen en grups familiars que romanen junts des d'una parella monògama -generalment durant tota la vida- juntament amb la seva descendència. Són territorials, i ho expressen emetent sons conjuntament quan les parelles d'altres grups entren en el seu propi territori. La seva dieta principalment està formada per fruita. En menor grau també mengen altres part de les plantes i insectes